# ژان-میشل ریب
ژان-میشل ریب (فرانسوی: Jean-Michel Ribes‎؛ زادهٔ ۱۵ دسامبر ۱۹۴۶) نمایشنامه نویس، فیلمنامه‌نویس، کارگردان تئاتر، فیلمساز و بازیگر فرانسوی است. از سال ۲۰۰۲ او مدیر عامل تئاتر دو روند پوینت است.
از فیلم‌ها یا برنامه‌های تلویزیونی که وی در آن نقش داشته‌است می‌توان به علف‌های وحشی، یک روز در موزه، و جرج کی؟ اشاره کرد.
وی همچنین برندهٔ جوایزی همچون لژیون دونور (افسر) و لژیون دونور (شوالیه) شده‌است.